# Stephan Bechinger

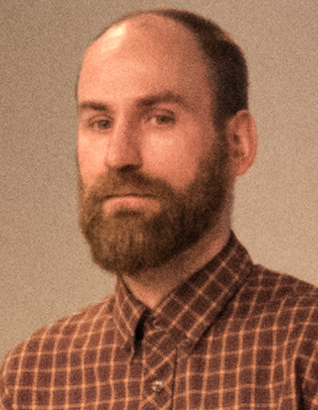
Stephan Bechinger (2019)

Stephan Eduard Bechinger (* in Hof) ist ein deutscher Filmeditor.

## Leben
Stephan Bechinger studierte ab 2004 Indologie zunächst an der Julius-Maximilians-Universität Würzburg, später an der Universität Leipzig, wo er zusätzlich Ethnologie und Zentralasienwissenschaften belegte. Von 2006 bis 2007 besuchte er das European Film College im dänischen Ebeltoft. Dort war er am Schnitt einiger Kurzfilme beteiligt. Ab 2008 folgte ein Studium an der Filmakademie Baden-Württemberg im Fachbereich Montage/Schnitt. Für ein Auslandsjahr ging er ins Westjordanland, wo er beim Social-Entrepreneurship-Projekt Cinema Jenin arbeitete und in Israel ein Semester an der Jerusalemer Sam Spiegel Film & Television School studierte.
Mehrfach arbeite Bechinger mit der Regisseurin Nora Fingscheidt, so unter anderem am Kurz-Spielfilm Synkope (2011), am Dokumentarfilm Sonor (2011) und am Kurz-Spielfilm Brüderlein (2013). 2012 gab er mit dem Schnitt für Levin Peters Ein Versprechen sein Debüt als Editor eines Langfilms. Seine Abschlussarbeit an der Filmakademie Baden-Württemberg war der Schnitt von Peters Dokumentarfilm Hinter dem Schneesturm (2016).
Gemeinsam mit Julia Kovalenko schnitt Bechinger auch Nora Fingscheidts vielbeachteten Spielfilm Systemsprenger (2019), der seine Premiere im Wettbewerb der Berlinale 2019 feierte. Diese Arbeit brachte Bechinger und Kovalenko beim Deutschen Filmpreis 2020 die Auszeichnung für den Besten Schnitt ein.

## Filmografie
- 2010: Meinungsmeer (Kurzfilm)
- 2011: Synkope (Kurzfilm)
- 2011: Sonor (Kurzfilm)
- 2012: Ein Versprechen (Dokumentarfilm)
- 2013: Brüderlein (Kurzfilm)
- 2014: Schwarzer Zucker (Kurzfilm)
- 2016: Hinter dem Schneesturm (Dokumentarfilm)
- 2016: Das unmögliche Bild
- 2016: Kinder des Lichts
- 2017: Ohne diese Welt (Dokumentarfilm)
- 2017: 2557
- 2019: Systemsprenger
- 2019: Uchronia
- 2019: Space Dogs (Dokumentarfilm)
- 2020: Ein bisschen bleiben wir noch
- 2020: Der schönste Platz auf Erden (Dokumentarfilm)
- 2021: A Pure Place
- 2021: The Unforgivable
- 2022: Eismayer
- 2022: She Chef (Dokumentarfilm)
- 2024: The Outrun